# Бошко Ђорђевић
Бошко Ђорђевић (Београд, 22. август 1953) бивши је југословенски и српски фудбалер.

## Играчка каријера
Познат је углавном по томе што је провео пет и по сезона у Партизану између 1974. и 1979. године, са којим је освојио Прву лигу Југославије 1976, 1978 и Митропа куп 1978.
Уз Душана Савића, Ђорђевић је био најбољи стрелац лиге у сезони 1974/75. са 20 погодака у 29 наступа, иако је Партизан ту сезону завршио на шестом месту, са 12 бодова заостатка за тадашњим прваком Хајдуком из Сплита.
Након што је напустио Партизан у зимској паузи сезоне 1979/80, Ђорђевић се кратко задржао у Раду са Бањице у Југословенској другој лиги пре него што је отишао у иностранство и придружио се немачком Унион Солингену. У наредне две сезоне играо је 10 лигашких мечева за Солинген, где је завршио играчку каријеру 1983. године.
Његов брат је Боривоје Ђорђевић, такође играч Партизана.

## Трофеји

### Партизан
- Првенство Југославије : 1975/76, 1977/78.